# Gerd Gradwohl
Gerd Gradwohl (* 16. Januar 1960 in Kempten (Allgäu)) ist der erste sehbehinderte deutsche alpine Skiläufer, der eine Goldmedaille bei den Paralympics erringen konnte.
Gerd Gradwohl, der einen Visus von 1/50 besitzt, bestreitet seit dem Winter 1999/2000 Skirennen für das Deutsche paralympische Skiteam (DPS). Er wurde durch eine Makuladegeneration und ein Glaukom sehbehindert. Er lebt seit Oktober 2006 in Kempten und führt zusammen mit seiner Frau Nada eine Praxis für Physiotherapie.

## Sportliche Erfolge
Mit seinem Begleitläufer Karl-Heinz Vachenauer aus Bergen in Oberbayern gelang ihm bei den Winter-Paralympics 2006 der Sieg im Abfahrtslauf auf der Strecke in Sestriere-Borgata. Im Super-G erfolgte eine umstrittene Disqualifikation und Aberkennung der zweiten Goldmedaille wegen eines zu großen Abstandes von Karl-Heinz Vachenauer um ca. 1–2 Meter. Im Slalom konnte das Duo eine Bronzemedaille erringen.
2009 bei der WM in Korea konnte trotz Verletzung im Super-G drei Tage zuvor der WM-Titel in der Abfahrt erreicht werden. In den World Cup Finals in Vancouver im Anschluss gelang dazu noch ein Sieg, der den Gesamtweltcup Downhill in der Saison 2008/9 bedeutete.
Bei den Vorbereitungen zu den Paralympics im März 2010 kam es zu einer folgenreichen Verletzung mit Spiralbruch im rechten Unterschenkel. Trotz der schweren Verletzung gelang die Rehabilitation bis zu den Paralympics im März 2010. Dort konnten Gradwohl & Vachenauer noch eine Bronzemedaille in der Abfahrt gewinnen. Im Anschluss an die Paralympics beendete Gerd Gradwohl seine Skikarriere. Karl-Heinz Vachenauer blieb dem Team als Servicemann erhalten.
Gerd Gradwohl ist zudem zweifacher Träger der silbernen Lorbeerblatts, wurde zum Ehrensportler von Mainz ernannt, erhielt 2010 den bayerischen Sportpreis und wurde Sportler des Jahres 2006 und 2010 in Kempten.
Seine Praxis für Physiotherapie erhielt mehrfach Auszeichnungen für Erfolge im Beruf bei behinderten Menschen in Bayern.

## Weitere Stationen
WM-Gold in der Abfahrt 2009 in Korea, Gold Gesamtwertung Abfahrt 2008/9 im IPC Weltcup, Bronze Paralympics 2010 in Vancouver.

## Auszeichnungen
Silberne Lorbeere 2006 und 2010, bayerischer Sportpreis 2009, Sportler des Jahres in Kempten 2006 und 2009.